# Искусство против географии
Искусство против географии — арт-проект Марата Гельмана. Реализовывался в рамках фестиваля «Культурная столица», поддерживавшего выдвижение Сергея Кириенко на пост мэра Москвы в 1999 году.

## История
В октябре 2000 года в петербургском Мраморном дворце (Русский музей) Маратом Гельманом был представлен масштабный проект «Искусство против географии». Проект включал в себя 7 выставок современного искусства: «Южнорусская волна», «Бедное искусство», «Ностальгия», «Динамические пары», «За гранью», «Женщины России» и «Социальные проекты». По завершении этого проекта Государственному Русскому музею был подарен корпус работ «Южнорусская волна из собрания Марата Гельмана». Гельман передал в дар музею около 60 работ российского актуального искусства, из них живопись южнорусской волны представляли: Александр Ройтбурд, Олег Голосий, Юрий Соломко, Юрий Хоровский, Александр Гнилицкий, Олег Тистол, Анатолий Ганкевич, Олег Мигас, Арсен Савадов, Георгий Сенченко, Авдей Тер-Оганьян, Валерий Кошляков, Юрий Шабельников.
В сентябре 2011 года на «Винзаводе» Маратом Гельманом была открыта выставка «Искусство против географии. Культурный альянс», на которой куратор Елена Олейникова показала работы художников из 11 нестоличных российских городов.

## Цитаты
- «Мы будем лояльно и заинтересованно поддерживать явления единого культурного пространства, где бы они не появились. Это русский проект, но его патриотизм не в том, что бы пестовать изолированность от мира, а в том, чтобы добиться влияния русского искусства на мировое. Если это слишком пафосно, я могу сказать по-другому. Наша задача — преодоление русской протяженности»[5] — Марат Гельман, 2010.